# Афанасій Афонський
Афанасій Афонський (грец. Αθανάσιος ο Αθωνίτης; близько 925, Трапезунд — 5 липня 1000, Афон) — візантійський монах, засновник першого і головного монастиря на Святій горі Афон — Монастиря Велика Лавра.
Афанасій відомий також тим, що приніс у печерне і відлюдницьке чернецтво систему кіновій, саме вона пізніше стала переважним чернечим способом життя як на Афоні, так і інших православних монастирях. Після смерті Афанасій прославлений як святий, пам'ять його вшановується 5 липня (за Юліанським календарем).

## Життя святого
Афанасій Афонський народився у Трапезунді, Каппадокія, у християнській родині. Рано осиротівши, виховувався благочестивою черницею. Навчався у Константинополі, де опанував багато наук. Потім вирушив до Кімінського монастиря у Віфінії і став учнем преподобного Михайла Малеїна, від нього пізніше прийняв чернечий постриг з ім'ям Афанасій. Працював над переписуванням Священних книг, переписав святе Євангеліє і Апостол.
958 року він вирушив на гору Афон, де заснував перший монастир, який був освячений 963 року. Монастир мав дуже суворий устав, а сам Афанасій Афонський став його ігуменом. Незабаром після цього побудовано ще три будівлі, стоять вони і по сьогоднішній день. Слава про монастир та його ігумена постійно росла, так що навіть ігумени багатьох монастирів бажали бути простими ченцями в лаврі преподобного Афанасія.
Однак при будівництві монастирів на горі Афон, Афанасій зустрівся з обуренням зі сторони пустельників, вони не хотіли, щоб Афанасій вводив порядок і дисципліну в їхнє життя. Через це, святий був змушений покинути Афон. На Кіпрі він жив до 971 року. Після Божого провидіння подвижник повернувся на Афон як ігумен і створив типікон, тобто статут для ченців монастиря на основі документів Феодора Студита та Василія Кесарійського.
Афанасій Афонський ціле життя займався будівництвом та облаштунком монастиря, і загинув при ремонті.
Тіло святого Афанасія, пролежавши три дні не похованим, не змінилося, не набрякло й не потьмяніло. Існує переказ, що під час похоронних піснеспівів із рани, що була на нозі, всупереч всім природним законам, пішла кров. Деякі старці збирали цю кров, і багато з них через неї отримували одужання від своїх хвороб.
За своє святе життя преподобний Афанасій удостоївся дару передбачень та чудотворінь: знаменням хреста він зціляв хворих і виганяв нечистих духів. Пречиста Богородиця кілька разів являлася преподобному, обіцяючи Великій Лаврі свою невичерпну допомогу і захист.